# 林沁僧格
林沁僧格（1898年—1952年），蒙古族，乌兰察布盟乌拉特中公旗（今屬內蒙古自治區巴彥淖爾市）人，乌拉特中旗十三世札萨克贝子巴宝多尔济的长子。中华民国大陆时期内蒙古政治人物。

## 生平
根据长子继位的宗法，巴宝多尔济将林沁僧格视为自己的接班人，自林沁僧格幼年便悉心培养，特地从外地请来一位精通满文、蒙古文的教师，教他学习文化。林沁僧格擅长蒙古文书法和绘画。林沁僧格18岁时，依照惯例将其记入乌拉特中公旗蒙古贵族台吉名册，开始协助其父巴宝多尔济处理日常事务。 
民国21年（1932年）5月，巴宝多尔济升任乌兰察布盟副盟长，林沁僧格遂接任乌拉特中公旗札萨克。民国23年（1934年），任百灵庙蒙古地方自治政务委员会监委委员。 
根据蒙古地方自治政务委员会的指示，各蒙旗要设有中心小学，要有豪利希亚（生计合作社）。林沁僧格遂积极资助创办学校，从民国23年（1934年）起，在乌拉特中公旗兴办了4所蒙古族小学。 
民国26年（1937年），林沁僧格任日本扶植的蒙古联盟自治政府乌兰察布盟总务厅厅长和教育署署长等职务。民国27年（1938年），任蒙古联盟自治政府乌兰察布盟公署副盟长。民国30 年（1941年），任蒙疆联合自治政府乌兰察布盟公署盟长兼乌拉特中公旗札萨克。民国33年（1944年）6月，德穆楚克栋鲁普将警察部队改编为蒙古师团建制，乌兰察布盟警察部队遂改编为蒙古军第6师，林沁僧格出任师长。 
民国30年（1941年），林沁僧格主持并带头集资创办了乌拉特中公旗豪利希亚（生计合作社），同时兴办了小型制毯厂以及毛纺厂。 
民国33年（1944年）秋，傅作义的部队进攻乌拉特中公旗，捣毁日本特务机关，同时将林沁僧格及其家属迁往陕坝，林沁僧格由此摆脱了日本人的控制。1945年日本投降后，国民政府恢复了林沁僧格的札萨克等原职。民国38年（1949年）9月，林沁僧格率乌拉特中公旗全旗民众参加了九一九起义。此后，1950年6月，林沁僧格出任乌兰察布盟人民自治政府副主任，同年12月兼任绥远省人民政府参议。 
1952年冬，林沁僧格因心脏病突发，在海流图镇逝世，享年54岁。 